# جاده، فیلم
جاده، فیلم (به هندی: Road, Movie) فیلمی محصول سال ۲۰۰۹ و به کارگردانی دو بنگال است. در این فیلم بازیگرانی همچون آبهای دئول، تانیشتا چاتراجی، ساتیش کایشیک، یاشپال شارما ایفای نقش کرده‌اند.